# Kattenstaartaardvlo
De kattenstaartaardvlo (Altica lythri) is een keversoort uit de familie bladkevers (Chrysomelidae). De wetenschappelijke naam van de soort werd in 1843 gepubliceerd door Charles Nicolas Aubé.